# Hynobiidae
Hynobiidae é uma família de anfíbios pertencentes à ordem Caudata.
É um grupo relativamente primitivo de salamandras que pode ser encontrado na Ásia. É uma família próxima à família Cryptobranchidae, com a qual forma a sub-ordem Cryptobranchoidea. De acordo com Hasumi (2002), "cerca de metade dos membro desta família são endémicas do Japão".
Possuem fertilização externa. Não exercem cuidados parentais, ao contrário dos criptobranquídeos.

## Classificação
Família Hynobiidae Cope, 1859
- Subfamília Hynobiinae Cope, 1859
  - Género Batrachuperus Boulenger, 1878
  - Género Hynobius Tschudi, 1838
  - Género Liua (a) Zhao e Hu, 1983
  - Género Onychodactylus Tschudi, 1838
  - Género Pachyhynobius Fei, Qu e Wu, 1983
  - Género Paradactylodon (b) Risch, 1984
  - Género Pseudohynobius Fei and Yang, 1983
  - Género Ranodon Kessler, 1866
  - Género Salamandrella Dybowski, 1870
- Subfamília Protohynobiinae Fei e Ye, 2000
  - Género Protohynobius Fei e Ye, 2000